# Carletonit
Carletonit – bardzo rzadki, niebieski minerał, będący krzemianem warstwowym. 
Nazwany od miejsca jego zbadania i rozpoznania, Uniwersytetu Carleton w Ottawie.

## Właściwości
Krystalizuje w układzie tetragonalnym. Kryształy mają zazwyczaj pokrój pryzmatyczny lub masywny. Jest minerałem kruchym, przezroczystym do półprzezroczystego. Zazwyczaj jasno- lub ciemnoniebieski o białej rysie i szklistym bądź perłowym połysku. Typowymi zanieczyszczeniami w strukturze minerału są tytan, glin oraz magnez. Okazy charakteryzujące się przewagą grup hydroksylowych nad anionami fluorkowymi nazywane są fluorcarletonitami. Wykazuje dichroizm. 

## Występowanie

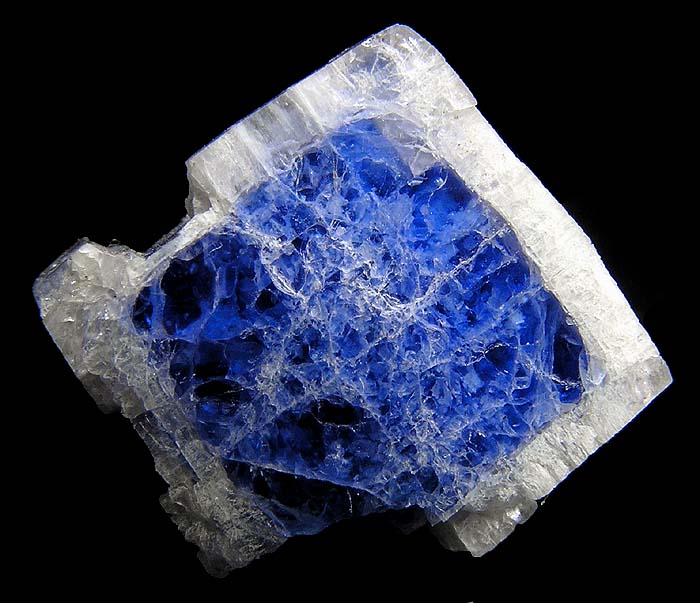

Powstaje w skałach metamorficznych. Minerał ten występuje w ksenolitach marmurów i hornfelsów, które powstały w wyniku kontaktowego przeobrażenia łupków i wapieni, w nefelinowym sjenicie kompleksu gabrowo-sjenitowego. Towarzyszą mu najczęściej pektolit, skalenie, kalcyt, fluoryt, kwarc, galena, albit, egiryn, oraz apofyllit. Po raz pierwszy odkryty w kamieniołomie Poudrette w Mont Saint-Hilaire w Quebecu w 1971 roku. Został stwierdzony także w masywie muruńskim w Rosji.